# Приголомшливо великий телескоп
Приголомшливо великий телескоп (ПВТ, англ. Overwhelmingly Large Telescope, OWL) — концептуальний проєкт телескопа, що розроблявся Європейською південною обсерваторією (ESO) разом із проєктом надзвичайно великого телескопа. Розглядалися варіанти з апертурною діафрагмою 60—100 метрів. Через велику складність та вартість будівництва ESO зосередилася на проєкті 39-метрового надзвичайно великого телескопа.

Порівняння номінального розміру апертури ПВТ (сірий, на задньому плані) та видатних оптичних телескопів

## Історія
ПВТ вперше запропонували у 1998 році. На той час вважалось, що технологічно його можна буде реалізувати у 2010—2015 роках.
Хоча роздільна здатність такої конструкції не перевищуватиме інтерферометричних телескопів, однак виняткова здатність збирати світло мала значно збільшити глибину дослідження Всесвіту. Очікувалось, що за допомогою ПВТ можна буде регулярно спостерігати астрономічні об'єкти з зоряною величиною 38, тобто зі світністю у 1500 разів слабшою за найтьмяніші об'єкти, виявлені телескопом Габбл. 
Всі запропоновані конструкції ПВТ були варіаціями сегментованого дзеркала, бо не існує технологій виготовлення та транспортування на далеку відстань монолітного 60- чи 100-метрового дзеркала. Робота з сегментованим дзеркалом дещо складніша, ніж із монолітним, бо потребує ретельного регулювання сегментів (ця техніка називається фазинг). Досвід роботи з наявними сегментованими дзеркалами (наприклад, в обсерваторії Кека) дозволяв припустити, що дзеркало ПВТ цілком можливо зробити. Проте оцінена вартість проєкту (приблизно 1,5 млрд €) виявилась занадто високою, тому ESO зараз займається будівництвом меншого Європейського надзвичайно великого телескопа з діаметром приблизно 39 метрів.
За оцінками телескоп діаметром від 80 метрів придатний до спектроскопічного аналізу планет завбільшки з Землю навколо 40 найближчих зір, подібних до Сонця. Таким чином, він може стати в пригоді для дослідження екзопланет та позаземного життя (спектральний аналіз планети допомагає виявити присутність молекул, що вказують на можливу наявність життя).

## Зовнішні посилання
- The ESO 100-m optical telescope concept
- OWL BLUE BOOK – Phase A design report
- ESO - ELT
- The Future of Filled Aperture Telescopes: Is a 100 m feasible?